# Sindangjaya (Ketanggungan)
Sindangjaya is een bestuurslaag in het regentschap Brebes van de provincie Midden-Java, Indonesië. Sindangjaya telt 4363 inwoners (volkstelling 2010).